# بين الويدان (المغرب)
بين الويدان هي قرية مغربية شمال المملكة. تنتمي بين الويدان لإقليم أزيلال الساحلي. تضم هذه القرية 5.721 نسمة (إحصاء 2004).

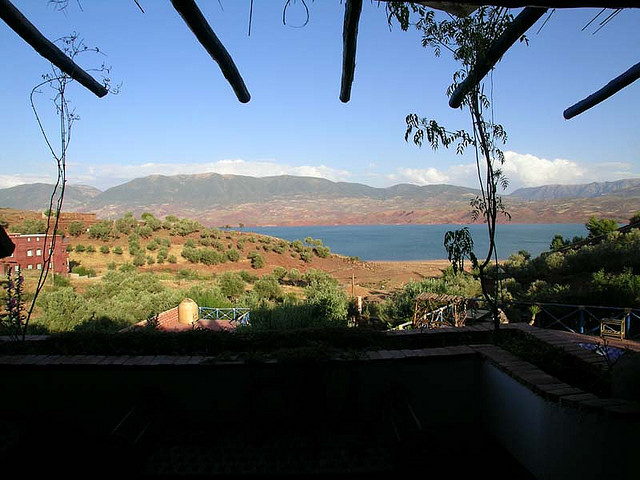
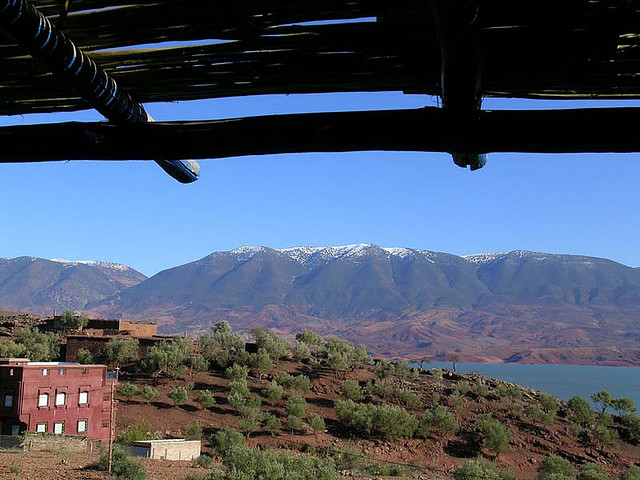
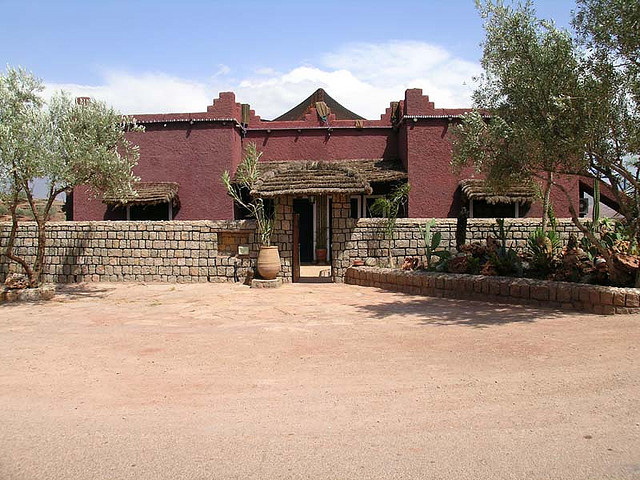
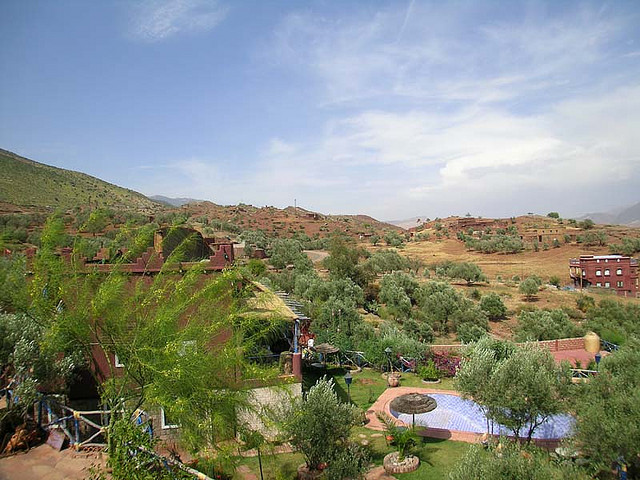
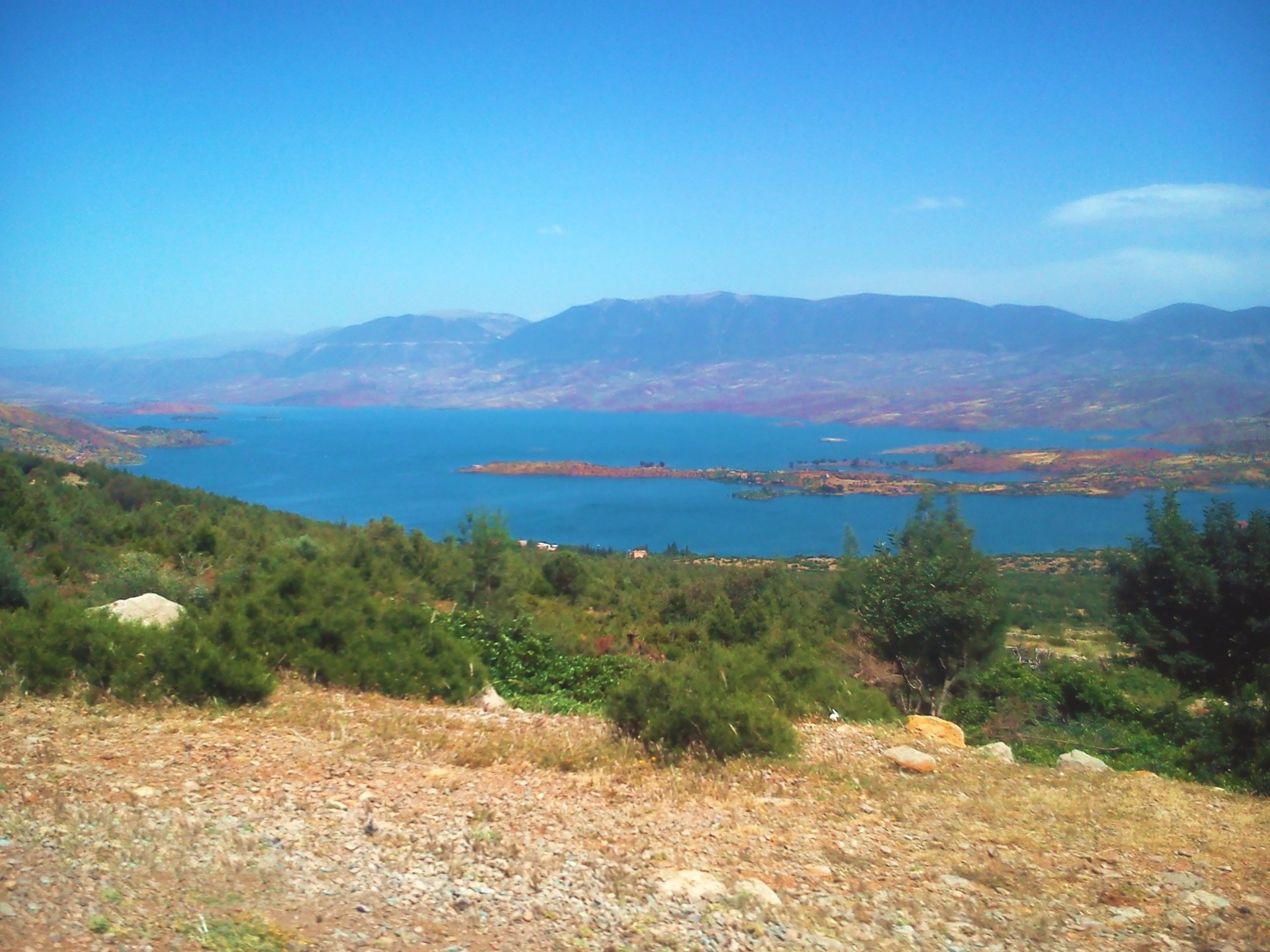
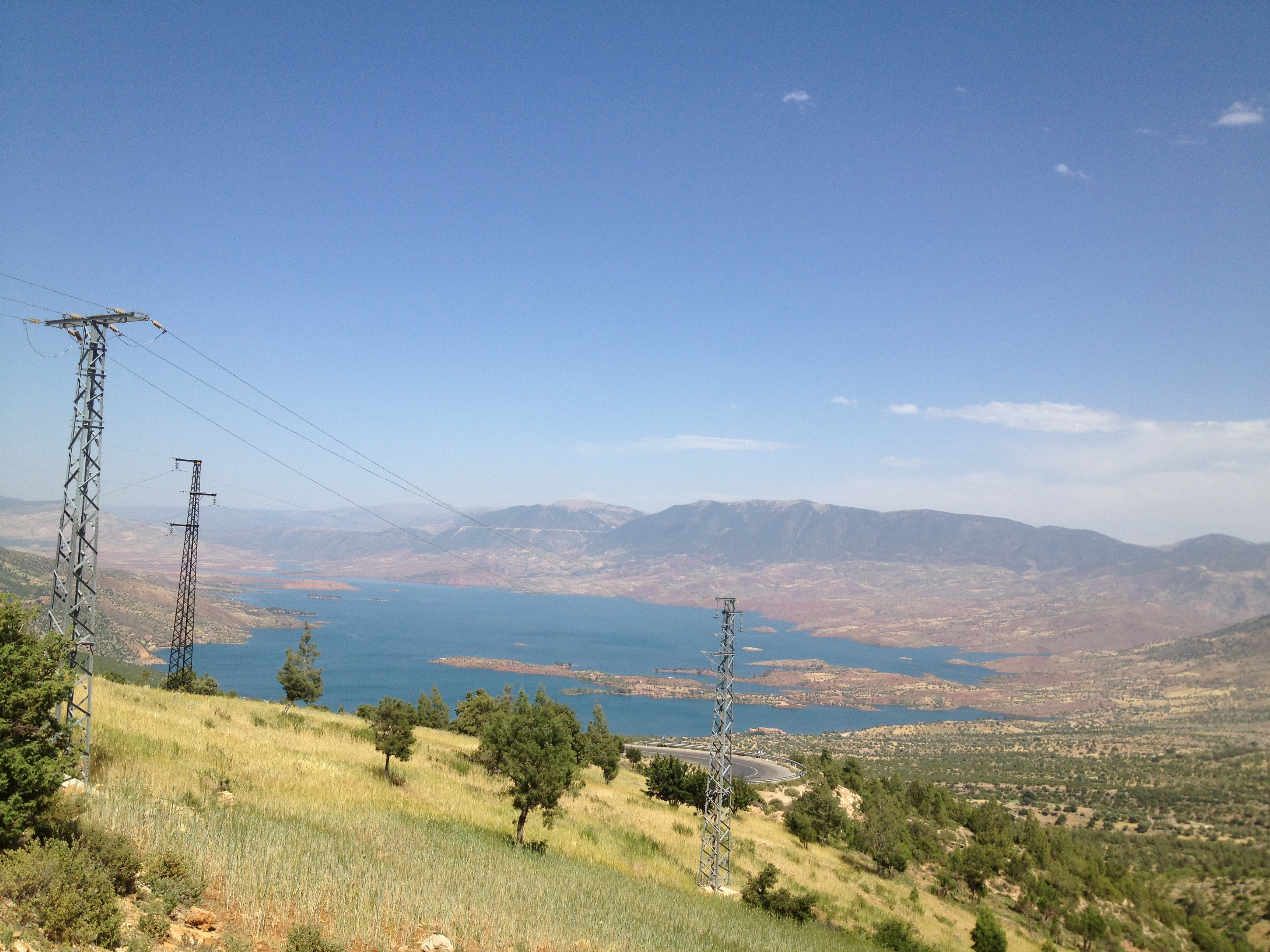